# Талия (муза)
Талия (др.-греч. Θαλία, Θάλεια от θάλλω «цвету», «разрастаюсь») — в греческой мифологии муза комедии и лёгкой поэзии, дочь Зевса и Мнемосины. Изображалась с комической маской в руках и венком из плюща на голове. От Талии и Аполлона родились корибанты. Согласно Диодору, получила имя от процветания (таллейн) на многие годы, прославляемых в поэтических произведениях.
(нимфу, дочь Гефеста) Зевс, превратившись в коршуна, взял Талию в жены. Из страха перед ревностью Геры, муза скрылась в недрах земли, где от неё родились демонические существа — палики (в этом мифе она именуется нимфой Этны, см. Этна (нимфа)).
Именем музы назван астероид (23) Талия, открытый в 1852 году.